# 羅賓遜XCR突擊步槍
XCR Modular Weapon System（又名Robinson Arms XCR）是由Robinson Arms在2005年參選美軍特種作戰司令部（英語：United States Special Operations Command，簡稱：USSOCOM） SCAR計劃所推出的多口徑突擊步槍，但最後因空包彈助退器（blank firing adapter）在限期前未有送到而被取消資格。

## 設計
XCR有三種口徑，包括北約通用的5.56×45毫米、AK通用的7.62×39毫米及特種口徑6.8 SPC，Robinson Arms在被取消資格後仍然繼續生產。XCR有多種長度槍管版本，如11.5寸、14.5寸、16.2寸、18.5寸及20寸，部份長度的槍管亦有加厚或加重加厚版本，更換不同的口徑機匣及槍管只須數分鐘，上機匣頂部裝有戰術導軌以加裝各種瞄準鏡，護木上下左右位置共有四條戰術導軌，機匣兩邊皆有彈匣釋放鈕及射擊選擇鈕，裝有一度火扳機、摺疊槍托。Robinson Arms指出XCR的導氣系統有如AK般可靠，槍機品質比M16／M4更優秀，目前推出的是XCR半自動民用型。
|  |  |

其實美軍亦曾經要求推出7.62×39毫米口徑的現代化自動步槍，亦即是KAC的SR-47，但因技術問題最後計劃失敗。
SCAR計劃參選步槍還包括COBB MCR、HK XM8R及FN SCAR，最後中選的是比利時Fabrique Nationale的FN SCAR。